# Virreinato
Un virreinato es una división territorial relativamente autónoma de un reino; es decir, un Estado monárquico gobernado por un rey. Estas entidades eran gobernadas por un virrey, a quien, por nombramiento del rey, se le asigna el deber de administrar y gobernar un país o provincia, que generalmente se ubica separado del territorio central del reino.

## Imperio español
El virreinato fue una institución local y administrativa del Imperio español creada a finales del siglo xv para el gobierno de sus posesiones. El virrey o visorrey fue la figura administrativa durante el Imperio español responsable de administrar y gobernar, en representación de la Monarquía española, un país o una provincia. El título de virrey lo encontramos en el siglo XIV en un documento en latín de Pedro IV el Ceremonioso (1381). A mediados del siglo XVI, se introdujo en la Corona de Aragón la palabra virrey derivada de la palabra "visrei" ya utilizada al menos en el siglo XV y del catalán pasaría al castellano "visorey". En los documentos de la Corona de Aragón del siglo XV (1428), redactados en latín, se empleaba el término "vice rex" para referirse al virrey de Sicilia.
La administración de los inmensos territorios que resultaron del descubrimiento de América y las conquistas posteriores hizo que se pensara en sistemas de gobierno que ya se utilizaban en Europa, pero que en América tendría las variantes de la extensión territorial y de la lejanía de la metrópoli estatal. La situación descrita requería de un gobierno provincial que fuese capaz de atender los asuntos internos de rutina y que, a la vez, fuese dependiente del rey y fiel a su Corona.
La administración de los vastos territorios del Imperio español fue llevada a cabo por virreyes, que se convirtieron en gobernadores de un área, que no se consideraba como una colonia sino como una provincia del imperio, con los mismos derechos que cualquier otra provincia en la España peninsular.
La figura tuvo especial importancia en la Monarquía española a partir de los Reyes Católicos y su nieto Carlos V, por la enorme acumulación de territorios que, por su extensión y la imposibilidad de comunicaciones rápidas, no podían gestionarse de forma centralizada. Tras la Guerra de las Comunidades quedó claro que el centro vital de la Monarquía iba a ser Castilla, algo que se confirmó con el establecimiento definitivo de la Corte en Madrid por Felipe II, a excepción del breve período en que la Corte se trasladó a Valladolid en el reinado de Felipe III.
En cada reino se instituyó la figura del virrey, además de una serie de reformas dirigidas a imponer el poder real por encima de la nobleza y el clero. La importancia de dicha forma de gobierno llevó a que la historiografía denominara al periodo histórico de su vigencia como "el Virreinato". 

### Virreinatos de la Monarquía Hispánica en Europa

Posesiones de Felipe II en Europa alrededor del año 1580, algunos de los cuales se constituyeron en virreinatos.

| Nombre                 | Periodo     |
| ---------------------- | ----------- |
| Virreinato de Galicia  | 1486-1679+? |
| Virreinato de Aragón   | 1517-1707   |
| Virreinato de Cataluña | 1520-1716   |
| Virreinato de Valencia | 1520-1707   |
| Virreinato de Mallorca | 1520-1716   |
| Virreinato de Navarra  | 1512-1841   |
| Virreinato de Portugal | 1580-1640   |
| Virreinato de Sicilia  | 1415-1713   |
| Virreinato de Cerdeña  | 1417-1720   |
| Virreinato de Nápoles  | 1504-1707   |

### Virreinatos de la Monarquía Hispánica en América

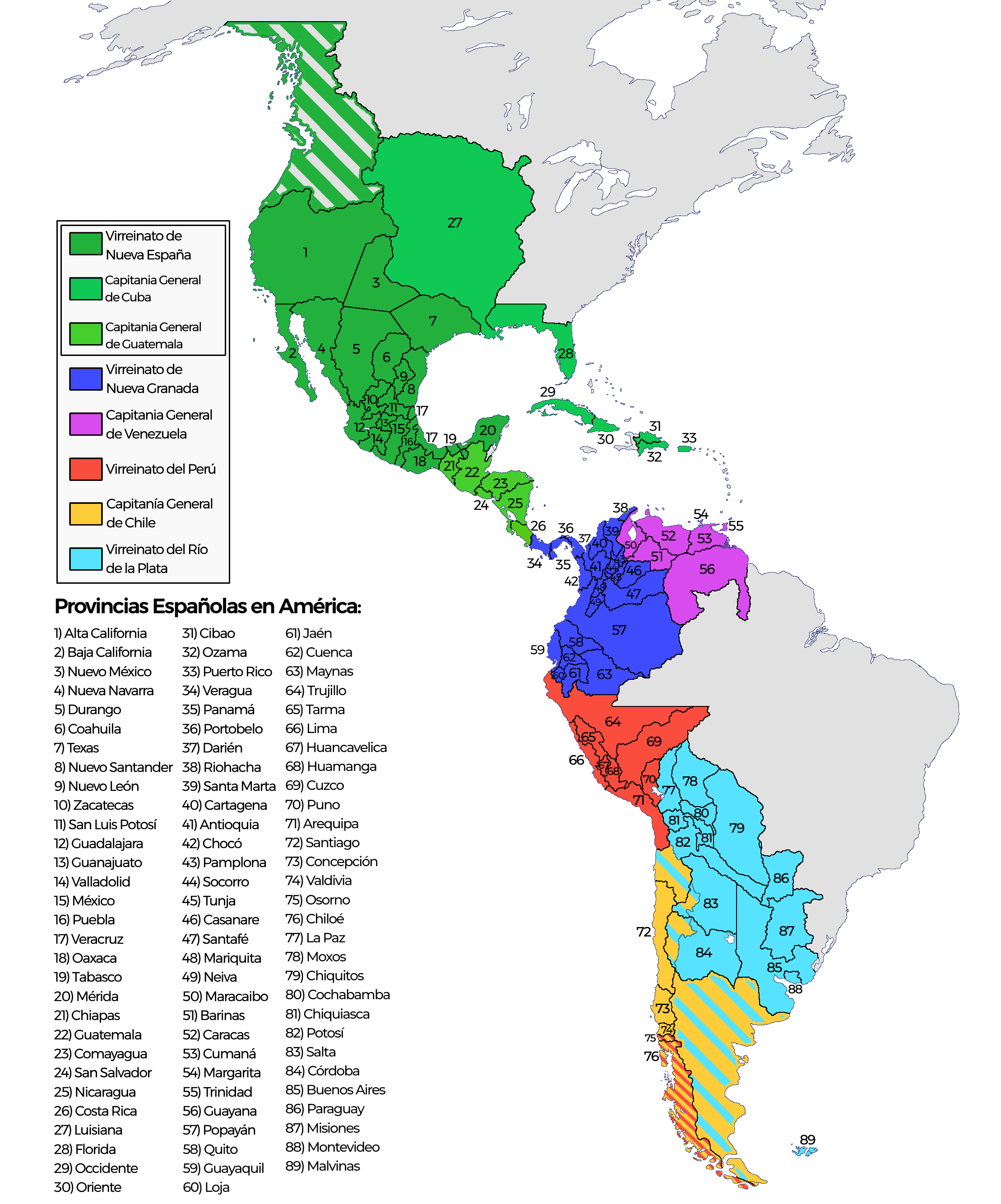
Virreinatos, Capitanías Generales y provincias españolas en América hacia 1800.

Se otorga por primera vez el título de virrey para las tierras por descubrir al otro lado del Atlántico a Cristóbal Colón (virreinato colombino), aunque se le dio más importancia al título de «Almirante de la Mar Océana». En 1511, según lo dispuesto en las Capitulaciones de Santa Fe, fue nombrado virrey Diego Colón, quien sí le dio importancia a dicho título. El cargo de virrey comienza a aparecer como cargo no hereditario en 1535 con la creación del «virreinato de la Nueva España», donde fue su primer virrey Antonio de Mendoza y Pacheco, y en 1542 al crearse el «virreinato del Perú», fue su primer virrey Blasco Núñez de Vela.
Existió una evolución en la Corona española respecto a la calidad de la persona que debía ocupar dicho cargo. Para los Austrias, los virreyes debían ser personas de la nobleza (generalmente militares); en cambio para los Borbones, los virreyes eran preferentemente de clase media (generalmente funcionarios de carrera que fueran letrados).
El virrey, como representante personal del rey de España, es recibido en América con toda solemnidad, contaba con una guardia personal y era recibido con un palio, que era un privilegio del rey y del santísimo sacramento.
Debido a la gran extensión de sus posesiones en América, la Corona española creó los siguientes virreinatos (virreynatos en la antigua ortografía) como las principales autoridades regionales:
| Nombre                         | Periodo   | Notas |
| ------------------------------ | --------- | --- |
| Virreinato de las Indias       | 1492-1535 | Véase Capitulaciones de Santa Fe.                                                                                                   |
| Virreinato de Nueva España     | 1535-1821 | En un comienzo abarcaba desde Alaska hasta Costa Rica, Venezuela y Filipinas. Véase virreyes de Nueva España.                       |
| Virreinato del Perú            | 1542-1824 | En un comienzo abarcaba gran parte de Sudamérica (sin contar los dominios de Portugal ni Venezuela). Véase virreyes del Perú.       |
| Virreinato de Nueva Granada    | 1717-1819 | Véase virreyes de Nueva Granada |
| Virreinato del Río de la Plata | 1776-1810 | En un comienzo tenía las islas Malvinas. Además, de las islas africanas: Fernando Poo y Annobón. Véase virreyes del Río de la Plata |

#### Controversia de si los Virreinatos Americanos eran Colonias o Provincias
Según el abogado e historiador peruano Fernando de Trazegnies, el estatus de los virreinatos era como el de un reino entre los reinos de Indias, y que el hecho de que se practicase un Pluralismo jurídico en el derecho indiano sería prueba suficiente de que la Corona no buscó practicar un colonialismo de explotación (donde se ignoran las instituciones locales, que protegen los derechos socioeconómicos del pueblo avasallado, bajo excusa de derecho de conquista), sino la integración política a la Monarquía Hispánica de la misma forma plural que ya había hecho con el resto de sus territorios en Europa, con base en los característicos fueros de la monarquía tradicional y compuesta que mantenían las leyes regionales de cada nación integrada a la monarquía Española (y que incluso se practicaba dentro de la España peninsular tras la Reconquista, como los Fueros de Aragón o los Fueros de Navarra). Esto quedaría evidenciado con la creación de la «República de indios» en la que –teóricamente– seguirían vivas las tradiciones políticas del derecho consuetudinario indígena como un estado dentro de los varios estados que conformaban la Monarquía Compuesta, o el deseo de los conquistadores españoles por pactar con los Señores Naturales de las nuevas tierras (nobleza indígena y caciques) para legitimar la conquista en el derecho natural e integrarlos en el sistema señorial, guardando respetos por la soberanía de los nativos y sus señoríos étnicos, los cuales no podían ser privados de sus derechos y solo era posible su anexión al Imperio español a través de pactos de alianza (cuyas condiciones de tales pactos debían incluir la parte del soberano indígena, protector del indio del común).

"Sin embargo, aunque existiera una sola Corona, la diversidad de los reinos se mantenía, con sus propios fueros, con su derecho nacional. De manera que, al tomar posesión de América, la Corona de Castilla procede de forma semejante que en España para manejar la diversidad; y es así como reconoce dos grandes reinos: el de Nueva España (hoy México) y el de Nueva Castilla (hoy Perú). Y su primera reacción es gobernarlos en la misma forma plural como en España, es decir, integrando las costumbres y autoridades locales dentro de una perspectiva política mayor representada por la Corona de Castilla (...) pretende crear dos “repúblicas” bajo una misma Corona: la “república de españoles” y la “república de indios”, cada una con sus autoridades y reglas propias, aunque ambas sometidas a los mandatos de la Corona. Como era evidente que el Rey español no podía gobernar personalmente pueblos y territorios tan lejanos, establece que tales reinos son Virreinatos, es decir, espacios políticos con identidad propia que están a cargo de un representante personal del Monarca, que era el Virrey. Esta no era una forma política opresiva que colocara en inferioridad de condiciones al pueblo gobernado por el Virrey. Tampoco es una invención especialmente diseñada para someter a los indios de América. Los virreinatos existen en Europa y la propia Corona española ha gobernado de esa manera algunos de los diferentes reinos hispanos; así, Valencia y Nápoles fueron virreinatos de Aragón y, luego de la anexión de Navarra a la Corona de Castilla, ésta quedó como un virreinato (...) No es de extrañar entonces que esta nueva dinastía, conocida como los Austrias, utilizara un modelo imperial de corte pluralista también para anexionar las nuevas tierras de América. Por otra parte, la propia Bula Papal que otorgaba a los Reyes Católicos el dominio de estas nuevas tierras, establecía el Principado Supremo y Universal para la Corona de Castilla, pero no privaba a los reyes y señores naturales de Indias de sus señoríos"
Fernando de Trazegnies

A su vez, el propio Imperio español y el Consejo de Indias no llegaba a percibir a los virreinatos americanos como posesiones análogas a las factorías o colonias administrativas, al estilo de otros imperios con un comportamiento más mercantilista con los nativos de sus posesiones no-europeas, sino que percibía a los virreinatos como provincias de ultramar, con derechos equivalentes en jerarquía a los del resto de provincias de la Corona de Castilla (según las Leyes de Indias), del cual eran parte integral. Incluso la palabra colonia no habría sido usada en algún documento legal de la Monarquía Española con respecto a las Indias hasta el siglo XVII, y tras la llegada de los Borbones se usaría en referencia a su sentido etimológico clásico de asentamientos humanos establecidos en nuevos territorios, y no en el sentido moderno con connotaciones de explotación económica.
Aquello sería reafirmado en el imperio tardío por declaraciones oficiales de la Junta Suprema Central (representante legal de la España ocupada en medio de la guerra de la Independencia Española).

"Considerando que los vastos y preciosos dominios que España posee en las Indias no son propiamente colonias o factorías como los de otras naciones, sino una parte esencial e integrante de la monarquía española…, se ha servido S. M. declarar… que los reinos, provincias e islas que forman los referidos dominios deben tener representación nacional inmediata a su real persona y constituir parte de la Junta Central… por medio de sus correspondientes diputados. Para que tenga efecto esta real resolución, han de nombrar los Virreynatos de Nueva España, Perú, Nuevo Reyno de Granada y Buenos Aires, y las Capitanías Generales independientes de la isla de Cuba, Puerto Rico, Guatemala, Chile, Provincia de Venezuela y Filipinas un individuo cada cual que represente su respectivo distrito."
«Real Orden de la Junta Central expedida el 22 de enero de 1809»

Tales declaraciones no habrían sido cuestionadas por representantes americanos en las Cortes de Cádiz, como el peruano Vicente Morales Duárez.

"La América desde la conquista y sus indígenas han gozado los fueros de Castilla. Óiganse las palabras con que termina un capítulo de las leyes tituladas del año 1542, donde el Emperador Carlos así habla: -queremos y mandamos que sean tratados los indios como vasallos nuestros de Castilla, pues lo son Con respecto a esta justicia, había hecho antes en Barcelona una declaración en Septiembre de 1529 que dio mérito a la Ley l. Título 1, del libro 3.° de la Recopilación de las Indias, donde se dice que las Américas son incorporadas y unidas a la Corona de Castilla, conforme a las intenciones del Papa Alejandro VI. Debe hacerse alto en esas palabras incorporadas y unidas, para entender que las provincias de América no han sido ni son esclavas o vasallas de las provincias de España; han sido y son como unas provincias de Castilla, con sus mismos fueros y honores."

Sin embargo, aún existirían debates historiográficos al respecto, entre quienes (la escuela nacionalista o colonialista) dicen que esto solo eran posturas de iure en el papel, y no una realidad de facto en las dinámicas sociales (la escuela revisionista). Autores como Annick Lempérière consideran que el concepto “colonial” en la realidad hispánica habría sido un concepto anacrónico que sirve mayormente a un uso ideológico de los historiadores (queriendo desarrollar una visión idílica de la independencia hispanoamericana) antes que para hacer una descripción científica de la historia del imperio español, llegando a cuestionar su aparente utilidad “objetiva” que la historiografía moderna le dio al concepto colonial para relacionarlo con las causas de las guerras de independencia hispanoamericanas (es decir, que haya un consenso artificial de que las formaciones sociales americanas, los Reinos de Indias y los virreinatos, hayan sido formados institucionalmente para su explotación económica y dependencia de la metrópoli, en vez de ser parte integral del Imperio como cualquier extensión de la Corona, igual que los dominios europeos de ella).

"Lempérière señala que desde las primeras fechas de la llegada de los europeos a América hasta –por lo menos– principios del siglo XIX, el término “colonia” significa –siguiendo la antigua convención romana– un asentamiento que se establece fuera de su comunidad política original. Colonizar, escribe Lempérière, significa “ante todo poblar; una migración y una fundación que no implicaban la dominación de un pueblo sobre otro, sino la toma de posesión de un territorio” (2004c: 114). Esta visión de poblaciones que son extensiones de la matriz europea habría facilitado, en parte, la evolución de una institucionalidad y cuerpo jurídico en el que las provincias americanas hacían parte integral de la Corona española. A su vez, a esa institucionalidad le correspondía una adhesión que no era impuesta ni el resultado de la fortaleza militar de la Corona, sino de la común implicación en el ideario monárquico, católico, corporativista y pactistas, en suma, una sincera pertenencia por largo tiempo elaborada y que contaba con la participación de amplios sectores sociales, desde los criollos hasta las castas y los indígenas (...) Por eso, es más apropiado comparar a la Nueva Granada con Aragón o inclusive Nápoles que con Haití, las posesiones británicas en el Caribe o, lo que se considera aún más desatinado, con la dominación colonial impuesta por Inglaterra sobre la India a finales del siglo XVIII. Para Lempérière el proceso de fragmentación decisiva de esa comunidad hispánica a partir de 1810 será consecuencia de una situación inesperada –la crisis de legitimidad que emana de la vacatio regis y la invasión napoleónica de 1808–. Aún más, dirá siguiendo a François Guerra, la reacción inicial, unánime e idéntica a ambos lados del Atlántico, será la de jurar lealtad al Rey (Guerra, 1993 y 2005). En ningún momento los americanos, criollos o de otros estamentos, en 1808 se presentaron como sujetos colonizados enfrentados en una lucha por la liberación nacional. Y, de ese modo, para Guerra y Lempérière no se puede decir que existía un fermento social local que propiciara e hiciera inevitable el rompimiento con España"
Francisco Ortega

## Imperio chino

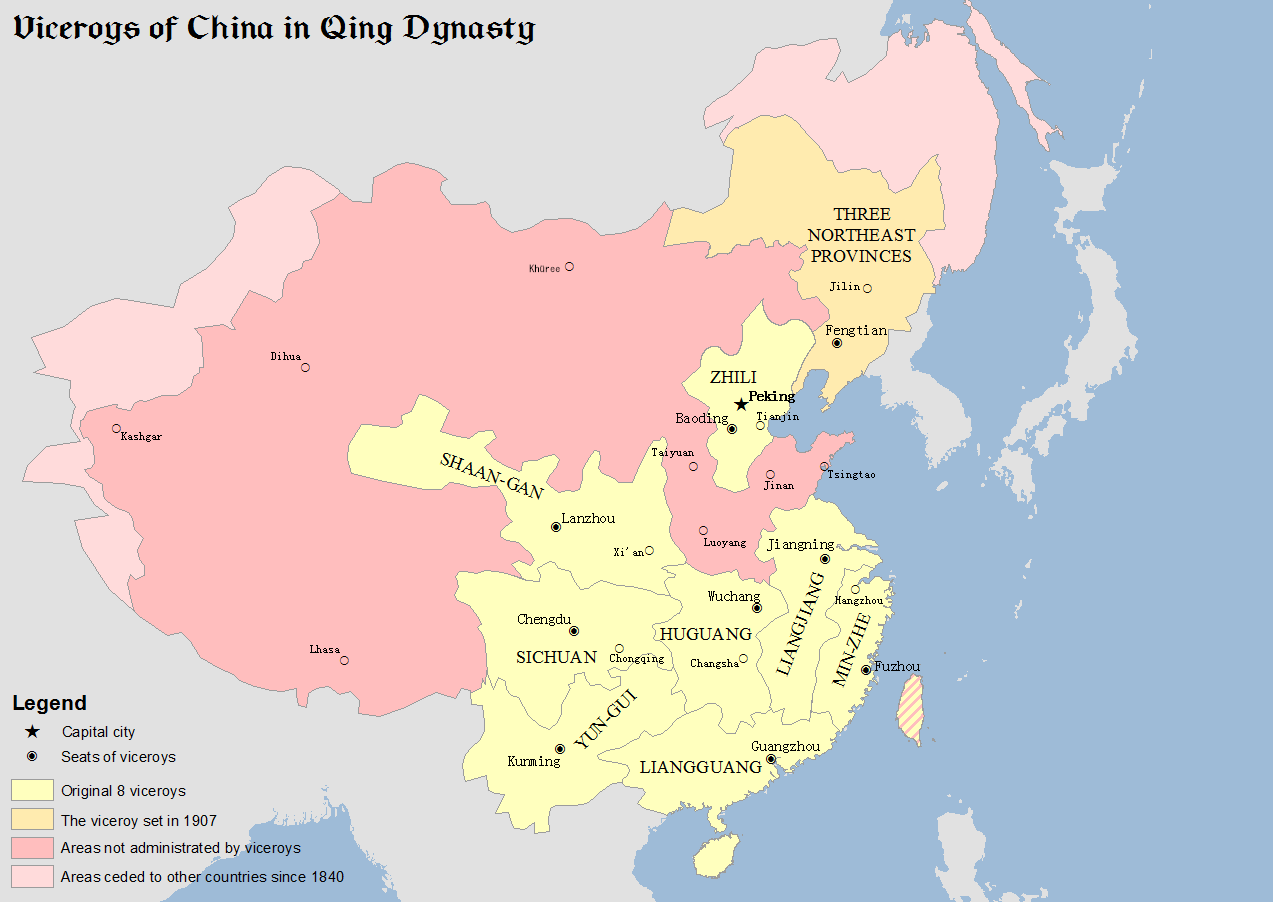
Mapa de virreinatos durante la dinastía Qing.

En el Imperio chino, el virrey era un funcionario del gobierno central con poder delegado por el emperador para gobernar una o más provincias. Generalmente estaban a cargo de dos o más provincias. Cada provincia contaba con su propio gobernador provincial, que estaba a su vez subordinado al virrey. Mientras que los gobernadores provinciales gestionaban asuntos administrativos y judiciales a nivel local, los virreyes estaban particularmente a cargo de todos los asuntos militares y logísticos de las provincias a su cargo. Tenían por ello jurisdicción tanto militar como civil.
Al final de la dinastía Qing, la última que gobernó la China imperial, los virreinatos eran los siguientes:
| Nombre                                            | Provincias                                                                  |
| ------------------------------------------------- | --------------------------------------------------------------------------- |
| Virreinato de Zhili                               | Zhili                                                                       |
| Virreinato de Liangjiang                          | Jiangsu, Jiangxi, Anhui                                                     |
| Virreinato de Liangguang                          | Guangdong, Guangxi                                                          |
| Virreinato de Min-Zhe                             | Fujian, Zhejiang, Taiwán                                                    |
| Virreinato de Sichuan                             | Sichuan                                                                     |
| Virreinato de Yun-Gui                             | Yunnan, Guizhou                                                             |
| Virreinato de Huguang                             | Hunan, Hubei                                                                |
| Virreinato de Shaan-Gan                           | Shaanxi, Gansu, Xinjiang                                                    |
| Virreinato de las Tres Provincias Septentrionales | Fengtian, Jilin, Heilongjiang (establecido en 1760 para gobernar Manchuria) |

## Imperio ruso
El virreinato era la unidad de más alta jerarquía dentro de la división administrativa y territorial del Imperio ruso, en el periodo comprendido entre 1776 y 1796. Este tipo de división fue introducido en el reinado de Catalina II, y fue abolido por Pablo I.
En total, se crearon 34 virreinatos, cuya máxima autoridad era el virrey o gobernador (por lo cual también se les denominaba "Gobernatura"). El gobernador supervisaba los asuntos militares y la autoridad administrativa, judicial, policial y financiera del territorio.
| Nombre                          | Periodo   | Nombre                       | Periodo   | Nombre                        | Periodo   | Nombre                 | Periodo   |
| ------------------------------- | --------- | ---------------------------- | --------- | ----------------------------- | --------- | ---------------------- | --------- |
| Virreinato de Arcángel          | 1784-1796 | Virreinato de Bratslav       | 1793-1796 | Virreinato de Vilna           | 1795-1796 | Virreinato de Vladimir | 1778-1796 |
| Virreinato de Vólogda           | 1780-1796 | Virreinato de Volinia        | 1795-1796 | Virreinato de Vorónezh        | 1779-1796 | Virreinato de Víborg   | 1783-1796 |
| Virreinato de Vyatka            | 1780-1796 | Virreinato de Yekaterinoslav | 1783-1796 | Virreinato de Izyaslav        | 1793-1795 | Virreinato de Irkutsk  | 1783-1796 |
| Virreinato del Cáucaso          | 1785-1796 | Virreinato de Kazán          | 1781-1796 | Virreinato de Kaluga          | 1776-1796 | Virreinato de Kiev     | 1781-1796 |
| Virreinato de Kolyvan           | 1782-1796 | Virreinato de Kostromá       | 1778-1796 | Virreinato de Curlandia       | 1795-1796 | Virreinato de Kursk    | 1779-1796 |
| Virreinato de Minsk             | 1795-1796 | Virreinato de Mogilev        | 1777-1796 | Virreinato de Nizhny Nóvgorod | 1779-1796 | Virreinato de Nóvgorod | 1776-1796 |
| Virreinato de Nóvgorod-Síverski | 1781-1796 | Virreinato de Olónets        | 1784-1796 | Virreinato de Oriol           | 1778-1796 | Virreinato de Penza    | 1780-1796 |
| Virreinato de Perm              | 1781-1796 | Virreinato de Podolsk        | 1795-1796 | Virreinato de Polotsk         | 1777-1796 | Virreinato de Pskov    | 1777-1796 |
| Virreinato de Reval             | 1783-1796 | Virreinato de Riga           | 1783-1796 | Virreinato de Riazán          | 1778-1796 | Virreinato de Sarátov  | 1781-1796 |
| Virreinato de Simbirsk          | 1780-1796 | Virreinato de Slonim         | 1796      | Virreinato de Smolensk        | 1775-1796 | Virreinato de Tambov   | 1779-1796 |
| Virreinato de Tver              | 1775-1796 | Virreinato de Tobolsk        | 1782-1796 | Virreinato de Tula            | 1777-1796 | Virreinato de Ufa      | 1781-1796 |
| Virreinato de Járkov            | 1780-1796 | Virreinato de Yaroslavl      | 1777-1796 | Virreinato de Chernígov       | 1781-1796 | Virreinato de Vladimir |           |

## Imperio británico

La India británica en 1909.

- Virreinato de la India británica

## Imperio francés
- Virreinato de Nueva Francia

## Imperio portugués
En el ámbito del Imperio portugués, el término "Virreinato" también se utilizaba de manera ocasional para designar el Estado colonial del Brasil, mientras que sus gobernadores tenían el título de "Virrey".
- Virreinato del Brasil
- Virreinato de la India portuguesa